# Noia (Gerichtsbezirk)
Der Gerichtsbezirk Noia ist einer der 14 Gerichtsbezirke in der Provinz A Coruña.
Der Bezirk umfasst 3 Gemeinden auf einer Fläche von 225,44 km² mit dem Hauptquartier in Noia.

## Gemeinden
| Gemeinde            | Einwohner (2024) | Fläche km² | Dichte Einw./km² | Cod INE | Postleitzahl |
| ------------------- | ---------------- | ---------- | ---------------- | ------- | ------------ |
| Lousame             | 3.099            | 93,65      | 33               | 15042   | 15214        |
| Noia                | 14.092           | 37,21      | 379              | 15057   | 15200        |
| Porto do Son        | 9.064            | 94,58      | 96               | 15071   | 15970        |
| Gerichtsbezirk Noia | 26.255           | 225,44     | 116              | –       | –            |